# Raúl Fornet-Betancourt
Raúl Fornet-Betancourt (* 1946 in Holguín, Kuba) ist ein lateinamerikanischer Philosoph und Professor für interkulturelle Philosophie.

## Wissenschaftlicher Werdegang
Raúl Fornet-Betancourt studierte Philosophie, Theologie, Literaturwissenschaft und Sozialwissenschaften in Valencia, Salamanca, Paris und Aachen. Er promovierte in Aachen zum Dr. phil., in Salamanca zum Dr. phil et litt. und habilitierte sich in Philosophie. Er ist Professor für Philosophie in Bremen sowie Honorarprofessor an der RWTH Aachen. Gastprofessuren hatte er in Spanien, Brasilien, Mexiko, El Salvador und Österreich inne. Seine Schwerpunkte liegen in der Befreiungsphilosophie und interkulturellen Philosophie. Er ist Vorsitzender des Instituts zur interdisziplinären und interkulturellen Erforschung von Phänomenen sozialer Exklusion e.V. in Eichstätt.

## Publikationen (Auswahl)
Raúl Fornet-Betancourt hat über 50 Bücher publiziert sowie über 200 wissenschaftliche Artikel veröffentlicht.
- De la ontología fenomenológica-existencial a la concepción marxista de la historia (Extracto), Salamanca 1978
- Philosophie der Befreiung. Die phänomenologische Ontologie bei Jean-Paul Sartre. Anhang:  Anarchie und Moral. Interview mit J.- P. Sartre, Frankfurt 1983
- Annäherung an Lateinamerika. Die Theologie der Befreiung und die gesellschaftliche Entwicklung Lateinamerikas, Frankfurt 1984
- Philosophie und Theologie der Befreiung, Frankfurt 1988
- Filosofía Intercultural, México 1994
- Lateinamerikanische Philosophie zwischen Inkulturation und Interkulturalität, Frankfurt 1997
- Transformación intercultural de la filosofía, Bilbao, 2001.
- Modelle befreiender Theorie in der europäischen Philosophiegeschichte. Ein Lehrbuch, Frankfurt/M. 2002.
- Zur interkulturellen Transformation der Philosophie in Lateinamerika, Frankfurt/M. 2002
- Zur interkulturellen Kritik der neueren lateinamerikanischen Philosophie, Verlag Traugott Bautz, Nordhausen 2005, ISBN 3-88309-273-8.
- Lateinamerikanische Philosophie im Kontext der Weltphilosophie (IKB Band 52), Verlag Traugott Bautz, Nordhausen 2005, ISBN 3-88309-219-3.
- José Martí interkulturell gelesen (IKB Band 14), Verlag Traugott Bautz, Nordhausen 2007, ISBN 978-3-88309-174-7.

Als Herausgeber (Auswahl)
- (Hrsg.): Theorie und Praxis der Demokratie in den Kulturen. Dokumentation des IX. Internationalen Seminars des Dialogprogramms Nord-Süd, Frankfurt/M. 2003.
- Crítica intercultural de la filosofía latinoamericana actual, Madrid 2004.
- Reflexiones de Raúl Fornet-Betancourt sobre el concepto de la interculturalidad, Mexiko 2004.
- (Mitherausgeber), Sozialethik zwischen Ohnmacht und Notwendigkeit, Aachen 2004.
- Neue Kolonialismen in den Nord-Süd-Beziehungen. Nuevos colonialismos en las relaciones Norte-Sur. New Colonialisms in North-South Relations, Denktraditionen im Dialog: Studien zur Befreiung und Interkulturalität, Band 22, Frankfurt am Main 2005.
- (Mitherausgeber), Interculturalidad, diálogo interreligioso y liberación. I. Simposio Internacional de Teología Intercultural e Interreligiosa de la Liberación, Estella: 2005.
- Neue Formen der Solidarität zwischen Nord und Süd: Gerechtigkeit universalisieren. New Forms of Solidarity between the North and the South: Universalize Justice. Nuevas Formas de Solidaridad entre el Norte y el Sur: Universalizar la Justicia. Dokumentation des XI. Internationalen Seminars des Dialogprogramms Nord-Süd, Frankfurt/M. 2006.

## Akademische Auszeichnungen
- Borchers-Plakette der RWTH Aachen, 1978.
- Biennaler Preis der Stiftung Fundación para el Estudio del Pensamiento Argentino e Iberoamericano (F.E.P.A.I), Buenos Aires 1984.
- Honorarmitglied der Gesellschaft für christliche Philosophie Mexikos 1986.
- Honorarmitglied der Gesellschaft für christliche Philosophie Ecuadors 1989.
- Honorarprofessor der RWTH Aachen, 2000.
- Ernennung zum Gründungsmitglied des Erzbischöflichen Studienzentrums der Diözese Havanna, 2005.
- Preisträger 2008 des Premio Internazionale per la Filosofia Karl-Otto Apel vom Centro Filosofico Internazionale Karl-Otto Apel, Italien.
- Dr. honoris causa der Universität del Zulia in Maracaibo, Venezuela, 2009.
- Honorarprofessur der Universidad Nacional Mayor de San Marcos, Lima, Perú, 2013[1]